# Jan Sivertsen (kunstmaler)
 For alternative betydninger, se Jan Sivertsen. (Se også artikler, som begynder med Jan Sivertsen)
Jan Sivertsen (født 24. oktober 1951 på Frederiksberg) er en dansk billedkunstner og grafiker uddannet på det Det Kongelige Danske Kunstakademi i København 1977-1982, hos professorerne Sven Dalsgaard, Albert Mertz og Robert Jacobsen.
Sivertsen var 1982-1984 på studieophold i Paris med det formål at studere kolorismen i det franske maleri med udgangspunkt i Eugène Delacroixs værker og skrifter.
Han var tilknyttet École nationale supérieure des arts décoratifs i Paris og maleren Jean Dewasne som privatelev.
Sivertsen arbejder og bor fast i Paris siden 1984. Studie- og arbejdsophold i Berlin 2007-2011.
Han har udstillet på gallerier, museer samt andre kulturelle institutioner i Danmark, England og Frankrig og har udført adskillige offentlige udsmykninger hovedsagelig i Danmark, som i flere tilfælde omfatter glasmaleri udført i samarbejde med glasmester Per Steen Hebsgaard, bl.a. glasmaleriet "Stilhedens sprog" til det nye kapel i Herning Centralsygehus 1999 og en udsmykning til Plejecenter Tangshave i Nordborg Kommune i 2005.

## Museer
Sivertsens kunst er repræsenteret bl.a. på
- Holstebro Kunstmuseum
- Randers Kunstmuseum
- Kastrupgårdsamlingen